# Берлин (волейбольный клуб)
Берлин Ресайклинг Воллейс — волейбольный клуб из Берлина.

## История
В 1902 году в Шарлоттенбурге (район на западе Берлина) был основан спортивный клуб «Charlottenburger Sport-Club 1902». В 1911 году команда слилась с другой берлинской командой — «Sport-Club Westen 05». С этого же момента команда меняет свои цвета с жёлтого и голубого на чёрный и белый.
Волейбольная команда в составе клуба появилась в 1991 году, она называется «Berlin Recycling Volleys». В течение длительного времени берлинцы являются основными конкурентами команды «Фридрихсхафен». Команда семь раз (1993, 2003, 2004, 2012, 2013, 2014, 2016) выигрывала чемпионат Германии, а также четырежды (1994, 1996, 2000, 2016) -  Кубок Германии. А в 2016 году команда завоевала Кубок Европейской конфедерации волейбола.

## Достижения
Чемпионат ГДР
- 1991

Кубок ГДР
- 1991

Чемпионат Германии:
- 1993, 2003, 2004, 2012, 2013, 2014, 2016, 2017, 2018, 2019, 2021, 2022, 2023, 2024, 2025
- 2000, 2002, 2008, 2011, 2015
- 1994, 1995, 1999, 2001, 2006, 2007, 2009

Кубок Германии
- 1994, 1996, 2000, 2016, 2020, 2023, 2024
- 2004, 2005, 2014, 2017

Кубок CEV:
- 2016
- 1999

Кубок вызова ЕКВ:
- 2010

Лига чемпионов ЕКВ:
- 2015

## Состав
| Name              | N  | Гражданство | Рост | Дата Рождения | Амплуа       |
| ----------------- | -- | ----------- | ---- | ------------- | ------------ |
| Поль Кэрролл      | 12 | Австралия   | 2,05 | 16.05.1986    | диагональный |
| Феликс Фишер      | 6  | Германия    | 2,03 | 27.02.1983    | блокирующий  |
| Никола Ковашевич  | 5  | Сербия      | 1,93 | 14.02.1983    | доигровщик   |
| Роберт Кромм      | 3  | Германия    | 2,12 | 9.03.1984     | доигровщик   |
| Себастиан Кюнер   | 10 | Германия    | 2,03 | 15.03.1987    | связующий    |
| Стивен Маршалл    | 2  | США         | 1,91 | 23.11.1989    | доигровщик   |
| Александр Околич  | 1  | Сербия      | 2,05 | 14.02.1983    | блокирующий  |
| Люк Перри         | 4  | Австралия   | 1,82 | 20.11.1995    | либеро       |
| Рубен Шотт        | 13 | Германия    | 1,92 | 8.07.1994     | доигровщик   |
| Ваутер тер Маат   | 16 | Нидерланды  | 2,00 | 7.05.1991     | диагональный |
| Грэхем Виграсс    | 8  | Канада      | 2,03 | 17.06.1989    | блокирующий  |
| Тимофей Жуковский | 11 | Хорватия    | 1,96 | 18.12.1989    | связующий    |